# Richard Attwood
Richard Attwood (ur. 4 kwietnia 1940 roku w Wolverhampton, Staffordshire) – brytyjski kierowca wyścigowy.

## Formuła
Brytyjczyk w latach 1961–1964 brał udział w wyścigach Formuły Junior. W 1963 roku zwyciężył w prestiżowej rundzie Formuły 3, na torze w Monako.
W Formule 1 zadebiutował w 1965 roku podczas Grand Prix Monako, którego jednak nie ukończył. Pierwotnie pierwszym jego wyścigiem miało być Grand Prix Wielkiej Brytanii rok wcześniej w zespole Owen Racing, jednakże w wyniku kontuzji, musiał wycofać się z zawodów. Ostatecznie w pierwszym sezonie startów w klasyfikacji generalnej zajął 16. pozycję z dorobkiem 2 punktów, zdobytych podczas Grand Prix Włoch i Grand Prix Meksyku. Do wyścigów Grand Prix powrócił dwa lata później, zaliczając jeden wyścig, o Grand Prix Kanady. Zakończył go na 10 miejscu. W 1968 reprezentował znane już dla siebie barwy Owen Racing, w którym osiągnął największy sukces. Zajął wówczas 2 lokatę podczas Grand Prix Monako. Dorobek sześciu punktów pozwolił mu na zajęcie 13. pozycji w końcowej klasyfikacji. Rok 1969 był ostatnim dla Richarda w Formule 1. Wystąpił wówczas w dwóch wyścigach – GP Monako (4 msc) oraz GP Niemiec (6 msc) – w zespołach Lotus i Williams. Trzy "oczka" pozwoliły mu na ponowne zajęcie 13. lokaty.

## Pozostałe serie
Brytyjczyk poza karierą w F1, startował również w mistrzostwach samochodów sportowych oraz w długodystansowym wyścigu Le Mans w latach 1963–1971 oraz 1984 r. Wygrał Le Mans w 1970 r. razem z Hansem Herrmannem jadąc Porsche 917.